# 묘법연화경 목판 (보물 제1959호)
묘법연화경 목판(妙法蓮華經 木板)은 대한민국 전라남도 해남군 대흥사에 있는 조선시대의 목판이다. 2017년 12월 26일 대한민국의 보물 제1959호로 지정되었다.

## 개요
묘법연화경 목판은 갑인자본『묘법연화경』을 1561년(명종 16)에 전라도 장흥지 지제산 천관사에서 번각한 것이다. 총246판 중 권3의 15-16장에 해당하는 1판이 결판되어 현재 245판이 해남 대흥사에 소장되어 있다. 목판은 대체로 보존 상태가 좋은 편이다. 갑인자본계열 『묘법연화경』은 황해도 자비령사(1493년), 충청도 무량사(1493년), 경상도 신흥사(1545년) 등지에서 간행했다고 알려져 있으나 대부분 현존하지 않는다. 따라서 대흥사 묘법연화경 목판이 유일본이자 시기적으로 가장 오래된 판본으로 전래되고 있어 국가지정문화재(보물)로 지정하였다.

## 참고 자료
- 묘법연화경 목판 - 국가유산청 국가유산포털